# Erik Langsted
Niels Erik Langsted, född 15 januari 1915 i Köpenhamn, död 9 juli 2003, var en dansk direktör och advokat. Han var gift med den f.d. social- och justitieministern Nathalie Lind från 1968 till hennes död 11. januari 1999.
Erik Langsted var son till postmästare Johan Langsted och dennes hustru Johanne Langsted, född Rasmussen. Han genomgick sin gymnasieutbildning vid Statsgymnasiet Schneekloths Skole, varifrån han avlade studentexamen 1933. Han avlade sedan en kandidatexamen i juridik från Köpenhamns universitet 1939 och blev samma år anställd som sekreterare vid Handelsministeriet. Med tiden avancerade han till att bli fullmäktig (1948) och expeditionssekreterare (1956). Han var dessutom ministersekreterare för Jens Otto Krag, då denne var Danmarks handelsminister i Hans Hedtofts första regering (1947-1950). Från och med 1948 var han även landsretssagfører, motsvarigheten till Sveriges hovrätts- och kammarrättsadvokater, och åren 1950-1951 dansk delegat vid OEEC. Därefter var han direktör för handelsskoleundervisningen (1958-1965) och för De Danske Handelsforeningers Fællesorganisation från 1965, samt redaktör för Danmarks Handels Tidende från 1967. I några år var han dessutom direktör och styrelseledamot av Arbejdsløshedskassen for Selvstændige Erhvervsdrivende (ASE).
Langsted var, liksom sin hustru, medlem av partiet Venstre och var under en tid kandidat till Folketinget. Han lyckades dock inte bli invald.

## Övriga förtroendeposter
- Ordförande av Det Danske Selskab
- Ordförande av Landsforeningen for Loyal Handel
- Ordförande av partiet Venstre på Frederiksberg
- Vice president av Terre des Hommes
- Presidiemedlem av Butikshandelens Fællesråd
- Styrelseledamot av Købmandsskolen
- Styrelseledamot av Foreningen til unge Handelsmænds Uddannelse
- Sakkunnig domare inom handel för Østre Landsret
- Representant för handelssektorn i flera utskott och kommissioner rörande lagstiftningen för näringslivet
- Medlem av Erhvervsvejledningsrådet (1958-1965)
- Medlem av Lærlingerådet
- Medlem av Undervisningsministeriets inspektionsråd för handelshögskolorna
- Ordförande av censorutskottet för handelsmedhjälparexpeditionen
- Ordförande av examenskommissioner för handelsskolorna och handelslärare
- Ordförande av Handelsskolerådet